# Emil Scholl
Emil Scholl (4. Januar 1875 in Wien – 30. Mai 1940 in Charleville-Mézières) war ein österreichischer Autor.

## Leben und Werk
Der Marinebeamte Emil Jolles war 1901 vom Juden- zum Christentum konvertiert (ab 1904 evangelisch) und hatte dann 1907 den Namen Scholl angenommen. Er erlernte in Wien Porzellanmalerei und besuchte die Handelsschule, danach wurde er Hilfsassistent am Technologischen Gewerbemuseum. 1899 trat er in den Militärdienst ein und wurde provisorischer Werkleiter für das ehemalige Laboratorium bei der Kriegsmarine in Pola. 1906 wurde er aus Krankheitsgründen in den Ruhestand versetzt und 1910 außer Dienst gestellt. Während seines Militärdienstes hatte er seine Matura nachgeholt (1905) und studierte bis 1910 an der Universität Wien Naturwissenschaften. Seine Promotion erfolgte 1909.
Noch während seines Studiums schrieb er seinen ersten Roman „Arnold Bach“, der 1908 erschien. Danach folgte 1911 „Das Kuckuckskind“ und dann die zwei historischen Romane Der Rosstäuscher von 1920 und Der letzte Herzog von 1923. Der Rezensent Paul Friedrich sprach letzterem in der Zeitschrift Die Literatur 26, 1923/24, S. 13 Ansätze zu einer strafferen Charakteristik und reizvolleren Ausspinnung einer kulturhistorischen Vorlage als manchen gleichzeitig erschienenen Werken zu. Ferner schrieb Emil Scholl Das Abenteuer (1921). 1927 erhielt er den Wiener Volkstheaterpreis. 
1939 floh er mit seiner Frau Agnes aus Österreich, ursprünglich wollte er zu seinem Sohn Rudolf in Belgisch-Kongo, schaffte es bis Belgien und wurde, nach dem die Nazis in Belgien einmarschiert waren, auf einen Interventionsmarsch nach Frankreich gezwungen. Während dieses Marsches, bei dem er von seiner Frau Agnes getrennt wurde, brach er nach einem 35 Stunden Nachtmarsch zusammen und starb am 30. Mai 1940 in Charleville-Mézières, der Geburtsstadt von Arthur Rimbaud.
Seine Frau Agnes wurde am 15. Januar 1944 nach Auschwitz deportiert und am 17. Januar 1944 ermordet.
Emil Scholl hat drei Enkel, darunter die österreichische Journalistin Susanne Scholl.